# Реформа Кабо

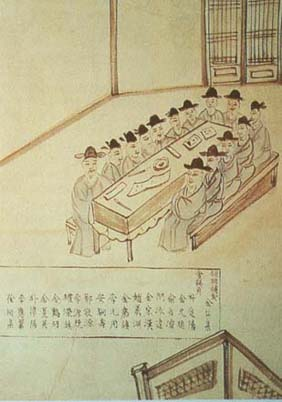
Рисунок, изображающий принятие реформ.

Реформа Кабо или реформы года кабо́ (кор. 갑오개혁?, 甲午改革?) — серия реформ, принятых в корейском государстве Чосон с 27 июля 1894 по август 1895 года, в правление вана Коджона. Реформы стали реакцией на восстание Тонхак, которое, в свою очередь, было вызвано ростом национального самосознания под влиянием высокого уровня коррумпированности власти. Не менее важным фактором стала и Первая японо-китайская война, в ходе которой японские войска высадились на территории зависимой от Китая Кореи и привели к власти 23 июля 1894 года прояпонское правительство. В западной историографии понятие «реформа Кабо» обычно распространяется и на реформы, проводившиеся в августе 1896 года, однако в корейской литературе для них принято отдельное название — реформа Ыльми́ (кор. 을미개혁?, 甲午更張?). Название «кабо» (кор. 갑오, 甲午, «год Деревянной Лошади», буквально: «первый небесный ствол, седьмая земная ветвь») происходит от названия 1894 года в традиционном корейском шестидесятилетнем цикле.
Реформы проходили в два (или три, если считать реформы 1896 года) этапа; первый продолжался с июля по ноябрь 1894 года, второй — с ноября 1894 по май 1895 года. Их сутью были радикальные изменения в политическом и социальном укладе жизни Кореи. Среди важнейших положений было объявление Кореей полной независимости (тем самым прекращалась формальная вассальная зависимость от китайской империи Цин, проигравшей в 1895 году войну с Японией), утверждение абсолютной власти короля (а не элит), отмена рабства и деления общества на классы. Кроме того, устанавливались минимальный возраст для вступления в брак (двадцать лет для мужчин и шестнадцать для женщин); ряд профессий, таких как дубильщики кожи или уличные актёры, более не считались унизительными; вводилась всеобщая воинская повинность (независимо от происхождения); государство гарантировало поддержку в получении образования талантливой молодёжи, а посты в правительстве могли занять только выдержавшие экзамен; запрещались пытки подозреваемых в совершении преступлений; отменялись торговые монополии; для записи официальных документов отныне использовался хангыль, а не ханча, и так далее. В 1896 году было введено и множество других новшеств, в том числе замена традиционного лунного календаря григорианским, обязательная вакцинация населения от оспы, национальная (не связанная с китайской) система имён, основание почтовой службы, указ о срезании «маньчжурских кос» для мужчин (что вызвало особое негодование антияпонских кругов в Корее).
Реформы, принятые в трудное для страны время, были, с одной стороны, значительным шагом к модернизации страны, но с другой — принимались прояпонским правительством в первую очередь в интересах Японии, фактически открыв путь японской колонизации.